# 979 a.C.

## Eventos
- Nabu-mukin-apli sucede a Mar-biti-apla-usur como rei da Babilônia. Mar-biti-apla-usur reinou desde 985 a.C., e Nabu-mukin-apli reinou até 943 a.C.[1]